# Philippe Jourdan
Philippe Jean-Charles Jourdan (ur. 30 sierpnia 1960 w Dax) – francuski duchowny rzymskokatolicki, wikariusz generalny administratury apostolskiej Estonii w latach 1996–2005, administrator apostolski Estonii w latach 2005–2024, biskup diecezjalny Tallinna od 2024.

## Życiorys
Urodził się 30 sierpnia 1960 w Dax i jest z pochodzenia Baskiem. Ukończył studia inżynierskie i matematyczne na École nationale des ponts et chaussées
w Paryżu. Będąc studentem przystąpił do Opus Dei jako numerariusz. Studiował teologię na Uniwersytecie św. Krzyża w Rzymie, gdzie w 1987 uzyskał doktorat z filozofii. 20 sierpnia 1988 przyjął święcenia kapłańskie z rąk kard. Bernarda Lawa – metropolity Bostonu. Pracował duszpastersko w Madrycie i Paryżu.
W 1996 został mianowany wikariuszem generalnym administratury apostolskiej Estonii. 1 kwietnia 2005 nominowany przez papieża Jana Pawła II na stanowisko administratora apostolskiego w Estonii oraz biskupa tytularnego Pertusa, stając się drugim biskupem katolickim w Estonii po reformacji protestanckiej w XVI wieku.
Święcenia biskupie otrzymał 10 września 2005 w kościele św. Olafa w Tallinnie. Głównym konsekratorem był abp Peter Zurbriggen – nuncjusz apostolski na Litwie, Łotwie i w Estonii, a współkonsekratorami abp Tadeusz Kondrusiewicz – arcybiskup metropolita archidiecezji Matki Bożej w Moskwie i bp Javier Echevarría Rodríguez – prałat Opus Dei.
26 września 2024 papież Franciszek podniósł administraturę do godności diecezji i mianował Jourdana jej pierwszym biskupem diecezjalnym.
Bp Philippe Jourdan jest poliglotą: mówi płynnie po francusku, estońsku, rosyjsku, angielsku, włosku, hiszpańsku i niemiecku.

## Odznaczenie
- Order Gwiazdy Białej, 3 klasy (2006)[8];
- Krzyż Oficerski Orderu Zasługi Rzeczypospolitej Polskiej (2005)[9];
- Order Narodowy Legii Honorowej, 5 klasy (kawaler) (2008)[10].